# Daniel Törner
Daniel Laurentii Törner, född 24 oktober 1680 i Skänninge församling, Östergötlands län, död 9 juli 1734 i Frinnaryds församling, Jönköpings län, var en svensk präst.

## Biografi
Törner föddes 24 oktober 1680 i Skänninge församling. Han var son till rådmannen där Lars Andersson Törner. Törner började 1703 att studera vid Uppsala universitet och blev 1712 kollega vid Norrköpings trivialskola, Norrköping. Han prästvigdes 1718 och blev 1722 kyrkoherde i Frinnaryds församling, Frinnaryds pastorat. Törner avled 9 juli 1734 i Frinnaryds församling.
Törner var gift med Anna Catharina Wetterberg. Hon var dotter till rådmannen Wetterberg i Norrköping. De fick tillsammans döttrarna Helena, gift med komminister Engstrand i Marbäcks socken och Catharina, gift med kyrkoherden Sjöström i Västra Ryds socken.